# Cassandre Salviati
Pour les articles homonymes, voir Cassandre (homonymie) et Salviati.
Cassandre Salviati, née en 1531 à Blois et morte en 1607, a été dans sa jeunesse l'inspiratrice de poèmes de Pierre de Ronsard. Elle est par ailleurs apparentée à Catherine de Médicis.

## Biographie
Cassandre est la fille du banquier Bernard Salviati, issu d'une noble famille florentine et châtelain de Talcy, non loin de Blois. Elle avait environ quatorze ans lorsqu'elle rencontra Pierre de Ronsard, le 21 avril 1545, lors d'un séjour de la cour au château de Blois, (Ronsard, lui, avait vingt ans). L'année suivante, à la fin de novembre, elle épousa Jean Peigné, seigneur de Pray (ou de Pré).
Sa relation avec le poète est évoquée par Agrippa d'Aubigné, écrivant à propos de « M. de Ronsard que j'ai connu privément » : « Notre connaissance redoubla sur ce que mes premiers amours s’attachèrent à Diane de Talcy, nièce de Mlle de Pré qui était sa Cassandre ».
Ronsard lui-même fait figurer en tête des Amours, publiés à partir de 1552, le portrait de la jeune femme à vingt ans.
Elle eut de son mariage une fille, elle aussi prénommée Cassandre, qui devint la femme de Guillaume de Musset : c'est ainsi que le poète Alfred de Musset (1810-1857) compte Cassandre Salviati parmi ses ancêtres.

## Postérité

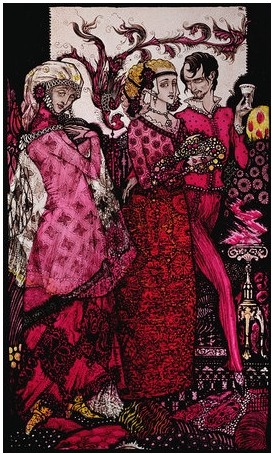
Cassandre Salviati (au centre) sur un vitrail de Harry Clarke.

- Le poème Mignonne, allons voir si la rose, l'un des plus célèbres de Ronsard, ouvre l'Ode à Cassandre[2].
- Une école élémentaire de Mer (Loir-et-Cher)[6], ainsi que l'école primaire de Couture-sur-Loir (Loir-et-Cher)[7] portent le nom de Cassandre Salviati.
- Jeanne Bourin lui donne la parole dans son roman Les Amours blessées[8].

### Articles liés
- Les Amours de Cassandre
- Famille Salviati